# Policzek człowieka

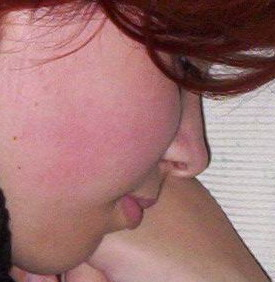
Policzek młodej kobiety.

Policzek (łac. bucca) – w anatomii człowieka obszar leżący po obu stronach twarzy, od kąta ust do ucha i od łuku jarzmowego do brzegu żuchwy. Stanowi jedną ze ścian przedsionka jamy ustnej.

## Budowa
Wyliczając od zewnątrz ścianę policzka tworzy:
- skóra pokryta włosami; u dorosłych mężczyzn są one szczególnie gęste;
- tkanka tłuszczowa (poduszeczka tłuszczowa, łac. corpus adiposum buccae), zawiera niewielką liczbę węzłów chłonnych;
- powięź policzkowo-gardłowa;
- mięsień policzkowy;
- warstwa gruczołów policzkowych i trzonowych;
- błona śluzowa nieposiadająca blaszki mięśniowej, pokryta nabłonkiem wielowarstwowym płaskim.

Na wysokości drugiego zęba trzonowego błonę śluzową i mięsień policzkowy przebija przewód ślinianki przyusznej, tworzący niewielką wyniosłość – brodawkę przyuszniczą.
Unaczynienie policzka:
- tętnica twarzowa;
- tętnica poprzeczna twarzy od tętnicy skroniowej powierzchownej;
- tętnica policzkowa, gałąź tętnicy twarzowej.

Unerwienie:
- nerwy ruchowe mięśnia policzkowego – gałęzie nerwu twarzowego;
- nerwy czuciowe błony śluzowej – nerw policzkowy, gałąź nerwu żuchwowego;
- nerwy czuciowe skóry policzków pochodzą od nerwu ocznego i szczękowego.